# 我才不要和你做朋友呢 (电影)
《我才不要和你做朋友呢》是2024年上映的中国大陆青春喜剧片，改编自2020年播出的同名网络剧，由电视剧《谁说我结不了婚》的导演何念与编剧肖诗瑶合作打造，庄达菲、陈昊宇、王皓领衔主演，毕雯珺特邀主演，贾冰特别主演。

## 剧情概要
故事发生在2019年，17岁的高中生李进步一直和母亲李青桐矛盾不断，阴差阳错李进步穿越到了20年前的1999年，她回到了母亲的中学时代，李进步极力撮合母亲与学霸吴智勋交往，以达到换掉“渣男”父亲陈君何的目的。

## 演员阵容
- 庄达菲 饰演 李进步
- 陈昊宇 饰演 李青桐
- 王皓 饰演 陈君何
- 毕雯珺 饰演 吴智勋
- 贾冰 饰演 李五四
- 董思怡 饰演 范水水
- 王佳宝 饰演 王小敏
- 闫强
- 万国鹏 出演 牛小火
- 牛莉 饰演 刘凤霞（特邀出演）
- 杨皓宇 饰演 邹老师（友情出演）
- 钱芳 饰演 刘秀秀（友情出演）
- 车保罗 饰演 深圳校长（友情出演）

## 制作
主体拍摄于2023年2月12日在吉林市正式开始。

## 发行
该片于2024年6月6日、7日举行全国点映，猫眼点映评分高达9.6分，6月8日在中国大陆正式上映。

### 票房
据灯塔专业版统计，该片成为中国大陆的端午档（6月8日-6月10日）档期的票房冠军；上映首周总票房破亿，并夺得1次一周内地票房榜冠军。上映第24天，总票房突破2亿人民币。
| 上一届： 《哆啦A梦：大雄的地球交响乐》 | 2024年中国内地一周票房冠军 第23周 | 下一届： 《排球少年！！ 垃圾场的决战》 |